# Argia huanacina
Argia huanacina là một loài chuồn chuồn kim trong họ Coenagrionidae.
Loài này được xếp vào nhóm Loài ít quan tâm trong sách Đỏ của IUCN năm 2007.
Argia huanacina được miêu tả khoa học năm 1914 bởi Förster.